# Silje Karine Muotka
Silje Karine Muotka, née le 12 avril 1975 à Nesseby, est une femme politique same norvégienne membre de l'Association sami norvégienne (en). Depuis le 21 octobre 2021, elle est la présidente du Parlement sami de Norvège, après avoir passé plusieurs années au sein de son comité exécutif.

## Carrière
Née Elle-Rávnná Eli Silje Karine en avril 1975 à Nesseby, elle étudie le droit à l'université de Tromsø puis l'École supérieure de commerce de Bodø. Dès les années 1990, elle s'investit dans des organisations sames, devient la présidente du comité des jeunes de l'Association sami norvégienne (en) entre 1995 et 1996 puis la présidente de 2006 à 2008.
En 2009, elle est élue au Parlement sami de Norvège pour la circonscription de Davviguovlu.
Le 21 octobre 2021, elle est élue présidente du Parlement sami de Norvège, succédant ainsi à Aili Keskitalo. Elle est la première présidente du Parlement issue des samis de la mer (no).